# Espectro de un anillo
En álgebra conmutativa, el espectro principal (o simplemente el espectro) de un anillo R es el conjunto de todos los ideales primos de R, y generalmente se denota por {\displaystyle \operatorname {Spec} {R}}; en geometría algebraica es simultáneamente un espacio topológico equipado con el haz de anillos {\displaystyle {\mathcal {O}}}.

## Topología de Zariski
Para cualquier ideal I de R, se define {\displaystyle V_{I}} como el conjunto de ideales primos que contienen I. Se puede establecer una topología en {\displaystyle \operatorname {Spec} (R)} definiendo que una colección de conjuntos cerrados sea
{\displaystyle \{V_{I}\colon I{\text{es un ideal de }}R\}.}
Esta topología se denomina topología de Zariski.
Una base para la topología de Zariski se puede construir de la siguiente manera. Para f ∈ R, se define Df como el conjunto de ideales primos de R que no contienen a f. Entonces, cada Df es un subconjunto abierto de {\displaystyle \operatorname {Spec} (R)}, y {\displaystyle \{D_{f}:f\in R\}} es una base para la topología de Zariski.
{\displaystyle \operatorname {Spec} (R)} es un espacio compacto, pero casi nunca un espacio de Hausdorff: de hecho, los ideales máximos en R son precisamente los puntos cerrados en esta topología. Por el mismo razonamiento, en general no es un espacio T1. Sin embargo, {\displaystyle \operatorname {Spec} (R)} es siempre un espacio de Kolmogórov (satisface el axioma T0); y también es un espacio espectral.

## Haces y esquemas
Dado el espacio {\displaystyle X=\operatorname {Spec} (R)} con la topología de Zariski, el haz de estructura OX se define en los subconjuntos abiertos distinguidos Df estableciendo Γ(Df,  OX) = Rf, la localización de R por las potencias de f. Se puede demostrar que esto define un B-haz y por lo tanto define un haz. Más detalladamente, los subconjuntos abiertos distinguidos son una base de la topología de Zariski, por lo que para un conjunto abierto arbitrario U, descrito como la unión de {Dfi}i∈I, se establece Γ(U ,OX) = limi∈I Rfi. Se puede comprobar que este haz previo es un haz, por lo que {\displaystyle \operatorname {Spec} (R)} es un espacio anillado. Cualquier espacio anillado isomorfo a uno de esta forma se denomina esquema afín. Los esquemas generales se obtienen uniendo esquemas afines.
De manera similar, para un módulo M sobre el anillo R, se puede definir un haz {\displaystyle {\tilde {M}}} sobre {\displaystyle \operatorname {Spec} (R)}. Para ello, en los subconjuntos abiertos distinguidos se establece Γ(Df, {\displaystyle {\tilde {M}}}) = Mf, usando la localización de un módulo. Como antes, esta construcción se extiende a un haz previo en todos los subconjuntos abiertos de {\displaystyle \operatorname {Spec} (R)} y satisface los axiomas de pegado. Un haz de esta forma se denomina haz casi coherente.
Si P es un punto en {\displaystyle \operatorname {Spec} (R)}, es decir, un ideal primo, entonces el tallo del haz de estructura en P es igual a la localización de R en el ideal P, y este es un anillo local. En consecuencia, {\displaystyle \operatorname {Spec} (R)} es un espacio anillado localmente.
Si R es un dominio integral, con cuerpo de fracciones K, entonces se puede describir el anillo Γ(U,OX) más concretamente de la siguiente manera. Se dice que un elemento f en K es regular en un punto P en X si se puede representar como una fracción f = a/b con b no en P. Se debe tener en cuenta que esto concuerda con la noción de función regular en geometría algebraica. Usando esta definición, se puede describir Γ(U,OX) precisamente como el conjunto de elementos de K que son regulares en cada punto P en U.

## Perspectiva funcional
Es útil usar el lenguaje de la teoría de categorías y observar que {\displaystyle \operatorname {Spec} } es un funtor. Cada homomorfismo de anillos {\displaystyle f:R\to S} induce una aplicación continua {\displaystyle \operatorname {Spec} (f):\operatorname {Spec} (S)\to \operatorname {Spec} (R)} (dado que la preimagen de cualquier ideal primo en {\displaystyle S} es un ideal primo en {\displaystyle R}). De esta forma, {\displaystyle \operatorname {Spec} } puede verse como un funtor contravariante de la categoría de anillos conmutativos a la categoría de espacios topológicos. Además, para todo primo {\displaystyle {\mathfrak {p}}} el homomorfismo {\displaystyle f} desciende a los homomorfismos
{\displaystyle {\mathcal {O}}_{f^{-1}({\mathfrak {p}})}\to {\mathcal {O}}_{\mathfrak {p}}}
de anillos locales. Así, {\displaystyle \operatorname {Spec} } incluso define un funtor contravariante de la categoría de anillos conmutativos a la categoría de espacio anillado localmente. De hecho, es el funtor universal, por lo que puede usarse para definir el funtor {\displaystyle \operatorname {Spec} } hasta el isomorfismo natural.
El funtor {\displaystyle \operatorname {Spec} } produce una equivalencia contravariante entre la categoría de anillos y la categoría de esquemas afines. Cada una de estas categorías a menudo se considera como la categoría opuesta de la otra.

## Motivación desde la geometría algebraica
Siguiendo con el ejemplo, en geometría algebraica se estudian los conjuntos algebraicos, es decir, subconjuntos de Kn (donde K es un cuerpo algebraicamente cerrado) que se definen como los ceros comunes de un conjunto de polinomios en n variables. Si A es un conjunto algebraico de este tipo, se considera el anillo conmutativo R de todas las funciones polinómicas A → K. Los ideales máximos de R corresponden a los puntos de A (porque K es algebraicamente cerrado), y los ideales primos de R corresponden a las subvariedades de A (un conjunto algebraico se llama irreducible o variedad si no puede escribirse como la unión de dos subconjuntos algebraicos propios).
Por lo tanto, el espectro de R consta de los puntos de A junto con elementos para todas las subvariedades de A. Los puntos de A son cerrados en el espectro, mientras que los elementos correspondientes a subvariedades tienen un cierre formado por todos sus puntos y subvariedades. Si solo se consideran los puntos de A, es decir, los ideales máximos en R, entonces la topología de Zariski definida anteriormente coincide con la topología de Zariski definida sobre conjuntos algebraicos (que tiene precisamente los subconjuntos algebraicos como conjuntos cerrados). Específicamente, los ideales máximos en R, es decir, {\displaystyle \operatorname {MaxSpec} (R)}, junto con la topología de Zariski, es el homomorfo a A también con la topología de Zariski.
Por lo tanto, se puede ver el espacio topológico {\displaystyle \operatorname {Spec} (R)} como un "enriquecimiento" del espacio topológico A (con topología de Zariski): para cada subvariedad de A, se ha introducido un punto no cerrado adicional, y este punto "sigue la pista" de la subvariedad correspondiente. Este punto se puede ver como el punto genérico para la subvariedad. Además, el haz de {\displaystyle \operatorname {Spec} (R)} y el haz de funciones polinómicas de A son esencialmente idénticos. Al estudiar espectros de anillos polinómicos en lugar de conjuntos algebraicos con topología de Zariski, se pueden generalizar los conceptos de geometría algebraica a campos no cerrados algebraicamente y más allá, llegando finalmente al lenguaje de esquemas.

## Ejemplos
- El esquema afín {\displaystyle \operatorname {Spec} (\mathbb {Z} )} es el objeto final en la categoría de esquemas afines, ya que {\displaystyle \mathbb {Z} } es el objeto inicial en la categoría de anillos conmutativos.
- El esquema afín {\displaystyle \mathbb {A} _{\mathbb {C} }^{n}=\operatorname {Spec} (\mathbb {C} [x_{1},\ldots ,x_{n}])} es un esquema teórico análogo a {\displaystyle \mathbb {C} ^{n}}. Desde la perspectiva del funtor de puntos, un punto {\displaystyle (\alpha _{1},\ldots ,\alpha _{n})\in \mathbb {C} ^{n}} se puede identificar con el morfismo de evaluación {\displaystyle \mathbb {C} [x_{1},\ldots ,x_{n}]{\xrightarrow {ev_{(\alpha _{1},\ldots ,\alpha _{n})}}}\mathbb {C} }. Esta observación fundamental permite dar sentido a otros esquemas afines.
- {\displaystyle \operatorname {Spec} (\mathbb {C} [x,y]/(xy))} se ve topológicamente como la intersección transversal de dos planos complejos en un punto, aunque normalmente esto se representa como {\displaystyle +} ya que los únicos morfismos bien definidos para {\displaystyle \mathbb {C} } son los morfismos de evaluación asociados con los puntos {\displaystyle \{(\alpha _{1},0),(0,\alpha _{2}):\alpha _{1},\alpha _{2}\in \mathbb {C} \}}.
- El espectro principal de un anillo booleano (por ejemplo, un anillo booleano) es un espacio compacto (de Hausdorff).[5]
- (M. Hochster) Un espacio topológico es homeomorfo al espectro primo de un anillo conmutativo (es decir, un espacio espectral) si y solo si es cuasi-compacto, casi separado y sobrio.[6]

## Ejemplos no afines
Estos son algunos ejemplos de esquemas que no son esquemas afines. Se construyen a partir de la unión de esquemas afines.
- El {\displaystyle n}-espacio proyectivo {\displaystyle \mathbb {P} _{k}^{n}=\operatorname {Proj} k[x_{0},\ldots ,x_{n}]} sobre un cuerpo {\displaystyle k}. Esta consideración se puede generalizar fácilmente a cualquier anillo base, consúltese construcción proyectiva (de hecho, se puede definir el espacio proyectivo para cualquier esquema base). El espacio proyectivo {\displaystyle n} para {\displaystyle n\geq 1} no es afín, ya que la sección global de {\displaystyle \mathbb {P} _{k}^{n}} es {\displaystyle k}.
- Plano afín menos el origen.[7] Dentro de {\displaystyle \mathbb {A} _{k}^{2}=\operatorname {Spec} \,k[x,y]} se distinguen los subesquemas afines abiertos {\displaystyle D_{x},D_{y}}. Su unión {\displaystyle D_{x}\cup D_{y}=U} es el plano afín pero sin el origen. Las secciones globales de {\displaystyle U} son pares de polinomios en {\displaystyle D_{x},D_{y}} que se restringen al mismo polinomio en {\displaystyle D_{xy}}, que se puede demostrar que es {\displaystyle k[x,y]}, la sección global de {\displaystyle \mathbb {A} _{k}^{2}}. {\displaystyle U} no es afín como {\displaystyle V_{(x)}\cap V_{(y)}=\varnothing } en {\displaystyle U}.

## Topologías que no son de Zariski en un espectro principal
Algunos autores (en particular, M. Hochster) consideran topologías en espectros principales distintas de la topología de Zariski.
Primero, está la noción de topología construible: dado un anillo A, los subconjuntos de {\displaystyle \operatorname {Spec} (A)} de la forma {\displaystyle \varphi ^{*}(\operatorname {Spec} B),\varphi :A\to B} satisfacen los axiomas para conjuntos cerrados en un espacio topológico. Esta topología en {\displaystyle \operatorname {Spec} (A)} se denomina topología construible.
En (Hochster, 1969), Hochster consideró lo que denominó la topología de parche en un espectro principal. Por definición, la topología de parche es la topología más pequeña en la que los conjuntos de las formas {\displaystyle V(I)} y {\displaystyle \operatorname {Spec} (A)-V(f)} están cerrados.

## Espectros globales o relativos
Existe una versión relativa del funtor {\displaystyle \operatorname {Spec} } llamada {\displaystyle \operatorname {Spec} } global o {\displaystyle \operatorname {Spec} } relativo. Si {\displaystyle S} es un esquema, el {\displaystyle \operatorname {Spec} } relativo se denota por {\displaystyle {\underline {\operatorname {Spec} }}_{S}} o {\displaystyle \mathbf {Spec} _{S}}. Si {\displaystyle S} está claro en el contexto, entonces el espectro relativo puede indicarse como {\displaystyle {\underline {\operatorname {Spec} }}} o {\displaystyle \mathbf {Spec} }. Para un esquema {\displaystyle S} y un haz de {\displaystyle {\mathcal {O}}_{S}}-álgebras casi coherente {\displaystyle {\mathcal {A}}}, existe un esquema {\displaystyle {\underline {\operatorname {Spec} }}_{S}({\mathcal {A}})} y un morfismo {\displaystyle f:{\underline {\operatorname {Spec} }}_{S}({\mathcal {A}})\to S} tales que para cada afín abierto {\displaystyle U\subseteq S}, existe un isomorfismo {\displaystyle f^{-1}(U)\cong \operatorname {Spec} ({\mathcal {A}}(U))}, y tal que para los afines abiertos {\displaystyle V\subseteq U}, la inclusión {\displaystyle f^{-1}(V)\to f^{-1}(U)} es inducida por el mapa de restricción {\displaystyle {\mathcal {A}}(U)\to {\mathcal {A}}(V)}. Es decir, así como los homomorfismos de anillos inducen aplicaciones opuestas de espectros, las aplicaciones de restricción de un haz de álgebras inducen las aplicaciones de inclusión de los espectros que forman el Spec del haz.
El espectro global tiene una propiedad universal similar a la propiedad universal del espectro ordinario. Más precisamente, así como el Spec y el funtor de sección global son adjuntos a la derecha contravariantes entre la categoría de anillos y los esquemas conmutativos, el Spec global y el funtor de imagen directa para la aplicación estructural son adjuntos a la derecha contravariantes entre la categoría de {\displaystyle {\mathcal {O}}_{S}}-álgebras conmutativas y esquemas sobre {\displaystyle S}. En fórmulas,
{\displaystyle \operatorname {Hom} _{{\mathcal {O}}_{S}{\text{-alg}}}({\mathcal {A}},\pi _{*}{\mathcal {O}}_{X})\cong \operatorname {Hom} _{{\text{Sch}}/S}(X,\mathbf {Spec} ({\mathcal {A}})),}
donde {\displaystyle \pi \colon X\to S} es un morfismo de esquemas.

### Ejemplo de un espectro relativo
El Spec relativo es la herramienta necesaria para parametrizar la familia de rectas a través del origen de {\displaystyle \mathbb {A} _{\mathbb {C} }^{2}} sobre {\displaystyle X=\mathbb {P} _{a,b}^{1}.} Considérese el haz de álgebras {\displaystyle {\mathcal {A}}={\mathcal {O}}_{X}[x,y],} y sea {\displaystyle {\mathcal {I}}=(ay-bx)} un haz de ideales de {\displaystyle {\mathcal {A}}.} Entonces el Spec relativo {\displaystyle {\underline {\operatorname {Spec} }}_{X}({\mathcal {A}}/{\mathcal {I}})\to \mathbb {P} _{a,b}^{1}} parametriza la familia deseada. De hecho, la fibra sobre {\displaystyle [\alpha :\beta ]} es la recta que pasa por el origen de {\displaystyle \mathbb {A} ^{2}} y contiene el punto {\displaystyle (\alpha ,\beta ).} Suponiendo que {\displaystyle \alpha \neq 0,} la fibra se puede calcular observando la composición de los diagramas hacia atrás
{\displaystyle {\begin{matrix}\operatorname {Spec} \left({\frac {\mathbb {C} [x,y]}{\left(y-{\frac {\beta }{\alpha }}x\right)}}\right)&\to &\operatorname {Spec} \left({\frac {\mathbb {C} \left[{\frac {b}{a}}\right][x,y]}{\left(y-{\frac {b}{a}}x\right)}}\right)&\to &{\underline {\operatorname {Spec} }}_{X}\left({\frac {{\mathcal {O}}_{X}[x,y]}{\left(ay-bx\right)}}\right)\\\downarrow &&\downarrow &&\downarrow \\\operatorname {Spec} (\mathbb {C} )&\to &\operatorname {Spec} \left(\mathbb {C} \left[{\frac {b}{a}}\right]\right)=U_{a}&\to &\mathbb {P} _{a,b}^{1}\end{matrix}}}
donde la composición de las flechas inferiores
{\displaystyle \operatorname {Spec} (\mathbb {C} ){\xrightarrow {[\alpha :\beta ]}}\mathbb {P} _{a,b}^{1}}
da la recta que contiene el punto {\displaystyle (\alpha ,\beta )} y el origen. Este ejemplo se puede generalizar para parametrizar la familia de rectas a través del origen de {\displaystyle \mathbb {A} _{\mathbb {C} }^{n+1}} sobre {\displaystyle X=\mathbb {P} _{a_{0},...,a_{n}}^{n}} dejando {\displaystyle {\mathcal {A}}={\mathcal {O}}_{X}[x_{0},...,x_{n}]} y {\displaystyle {\mathcal {I}}=\left(2\times 2{\text{ menores de }}{\begin{pmatrix}a_{0}&\cdots &a_{n}\\x_{0}&\cdots &x_{n}\end{pmatrix}}\right).}

## Perspectiva desde la teoría de la representación
Desde la perspectiva de teoría de representación, un ideal primo I corresponde a un módulo R/I, y el espectro de un anillo corresponde a representaciones cíclicas irreducibles de R, mientras que las subvariedades generales corresponden a representaciones posiblemente reducibles que no necesitan ser cíclicas. Recuérdese que en abstracto, la teoría de la representación de un grupo es el estudio de módulos sobre su álgebra de grupo.
La conexión con la teoría de la representación es más clara si se considera el anillo de polinomios {\displaystyle R=K[x_{1},\dots ,x_{n}]} o, sin una base, {\displaystyle R=K[V].}. Como aclara la última formulación, un anillo polinomial es el álgebra de grupo sobre un espacio vectorial, y escrita en términos de {\displaystyle x_{i}} corresponde a elegir una base para el espacio vectorial. Entonces, un I ideal, o equivalentemente un módulo {\displaystyle R/I,} es una representación cíclica de R (significado cíclico generado por un elemento como un módulo R; esto generaliza las representaciones unidimensionales).
En el caso de que el cuerpo sea algebraicamente cerrado (como por ejemplo, los números complejos), todo ideal maximal corresponde a un punto en el espacio n, por el teorema de los ceros de Hilbert (el ideal máximo generado por {\displaystyle (x_{1}-a_{1}),(x_{2}-a_{2}),\ldots ,(x_{n}-a_{n})} corresponde al punto {\displaystyle (a_{1},\ldots ,a_{n})}). Estas representaciones de {\displaystyle K[V]} son luego parametrizadas por el espacio dual {\displaystyle V^{*},}, siendo dado el covector enviando cada {\displaystyle x_{i}} al {\displaystyle a_{i}} correspondiente. Por lo tanto, una representación de {\displaystyle K^{n}} (aplicaciiones lineales K {\displaystyle K^{n}\to K}) viene dada por un conjunto de n números, o de manera equivalente, un covector {\displaystyle K^{n}\to K.}
Por lo tanto, los puntos en el espacio n dimensional, considerados como el espectro máximo de {\displaystyle R=K[x_{1},\dots ,x_{n}],}, corresponden precisamente a representaciones unidimensionales de R, mientras que los conjuntos finitos de puntos corresponden a representaciones de dimensión finita (que son reducibles, correspondiente geométricamente a ser una unión, y algebraicamente a no ser un ideal primo). Los ideales no máximos corresponden entonces a representaciones de dimensiones infinitas.

## Perspectiva desde el análisis funcional
El término espectro proviene de su uso en teoría de operadores. Dado un operador lineal T en un espacio vectorial de dimensión finita V, se puede considerar el espacio vectorial con operador como un módulo sobre el anillo polinómico en una variable R=K [T], como en el teorema de estructura para módulos finitamente generados sobre un dominio ideal principal. Entonces el espectro de K[T] (como anillo) es igual al espectro de T (como operador).
Además, la estructura geométrica del espectro del anillo (equivalentemente, la estructura algebraica del módulo) captura el comportamiento del espectro del operador, como la multiplicidad algebraica y la multiplicidad geométrica. Por ejemplo, para la matriz identidad 2×2 tiene el módulo correspondiente:
{\displaystyle K[T]/(T-1)\oplus K[T]/(T-1)}
la matriz cero 2×2 tiene módulo
{\displaystyle K[T]/(T-0)\oplus K[T]/(T-0),}
mostrando la multiplicidad geométrica 2 para el valor propio cero, mientras que una matriz nilpotente 2×2 no trivial tiene un módulo
{\displaystyle K[T]/T^{2},}
mostrando multiplicidad algebraica 2 pero multiplicidad geométrica 1.
Con más detalle:
- Los valores propios (con multiplicidad geométrica) del operador corresponden a los puntos (reducidos) de la variedad, con multiplicidad.
- La descomposición primaria del módulo corresponde a los puntos no reducidos de la variedad.
- Un operador diagonalizable (semisimple) corresponde a una variedad reducida.
- Un módulo cíclico (un generador) corresponde al operador que tiene un vector cíclico (un vector cuya órbita bajo T abarca el espacio).
- El último factor invariante del módulo es igual al polinomio mínimo del operador, y el producto de los factores invariantes es igual al polinomio característico.

## Generalizaciones
El espectro se puede generalizar de anillos a C*-álgebras en teoría de operadores, dando la noción de espectro de una C*-álgebra. En particular, para un espacio de Hausdorff, el álgebra de escalares (las funciones continuas acotadas en el espacio, que son análogas a las funciones regulares) es una C*-álgebra conmutativa, con el espacio recuperado como un espacio topológico de {\displaystyle \operatorname {MaxSpec} } del álgebra de escalares, siendo de hecho funcionalmente así. Este es el contenido del teorema de Banach-Stone. De hecho, cualquier C*-álgebra conmutativa puede realizarse como el álgebra de escalares de un espacio de Hausdorff de esta manera, produciendo la misma correspondencia que entre un anillo y su espectro. La generalización a C*-álgebras no conmutativas produce una topología no conmutativa.